# Oleksandr Drambaiev
Oleksandr Oleksandrovych Drambayev (en ukrainien : Драмбаєв Олександр Олександрович),  né le 21 avril 2001 à Zaporijjia en Ukraine, est un footballeur ukrainien qui joue au poste de défenseur au Kryvbass Kryvy Rih.

## Biographie

### En club
Oleksandr Drambaiev quitte le centre de formation du Metalurh Zaporijjia pour celui du Chakhtar Donetsk en 2018. Il y joue avec les réserves mais sans arriver à intégrer l'équipe fanion. Le club ukrainien le prête au FK Marioupol, avec lequel le Chakhtar possède un partenariat, pour une demi-saison en janvier 2021. Il fait ses débuts en tant que remplaçant, montant au jeu à la 82e minute de la deuxième mi-temps d'un match perdu à domicile face au FK Oleksandria le 14 février 2021. Il reste à Marioupol sur base locative lors la première moitié de la saison 2021-2022 également, avant d'être contraint à l'arrêt à la suite de l'invasion de l'Ukraine par la Russie,.
Pour la saison 2022-2023, Drambaiev se voit prêté au club belge de Zulte Waregem, qui a également négocié une option d'achat dans le bail,. Il est titulaire dès la première rencontre de championnat face à Seraing et ne quittera le noyau qu'à l'occasion de deux blessures musculaires, disputant au total 25 rencontres, dont trois en coupe de Belgique, et inscrivant un but.
Il est à nouveau prêté durant la saison 2023-2024, cette fois en Croatie, au NK Osijek.
À l'aube de la saison 2024-2025, il est cédé au Kryvbass Kryvy Rih, son transfert est annoncé par son nouveau club le 5 juillet 2024.

## Statistiques

### En club
| Saison                | Club                    | Championnat           | Championnat | Championnat | Championnat | Coupe(s) nationale(s) | Coupe(s) nationale(s) | Coupe(s) nationale(s) | Compétition(s) continentale(s) | Compétition(s) continentale(s) | Compétition(s) continentale(s) | Compétition(s) continentale(s) | Total | Total | Total |
| Saison                | Club                    | Division              | M.          | B.          | P.d.        | M.                    | B.                    | P.d.                  | Comp.                          | M.                             | B.                             | P.d.                           | M.    | B.    | P.d.  |
| 2019-2020             | Chakhtar Donetsk        | Premier-Liha          | -           | -           | -           | -                     | -                     | -                     | -                              | -                              | -                              | -                              | 0     | 0     | 0     |
| 2020-2021             | FK Marioupol (prêt)     | Premier-Liha          | 10          | 0           | 1           | -                     | -                     | -                     | -                              | -                              | -                              | -                              | 10    | 0     | 1     |
| 2021-2022             | FK Marioupol (prêt)     | Premier-Liha          | 14          | 0           | 1           | 1                     | 0                     | 0                     | -                              | -                              | -                              | -                              | 15    | 0     | 1     |
| Sous-total            | Sous-total              | Sous-total            | 24          | 0           | 2           | 1                     | 0                     | 0                     | -                              | -                              | -                              | -                              | 25    | 0     | 2     |
| 2022-2023             | SV Zulte Waregem (prêt) | Division 1A           | 22          | 1           | 1           | 3                     | 0                     | 0                     | -                              | -                              | -                              | -                              | 25    | 1     | 1     |
| 2023-2024             | NK Osijek (prêt)        | Prva Liga             | 16          | 0           | 0           | 1                     | 0                     | 0                     | C4                             | 3                              | 0                              | 0                              | 20    | 0     | 0     |
| Sous-total            | Sous-total              | Sous-total            | 38          | 1           | 1           | 4                     | 0                     | 0                     | -                              | 3                              | 0                              | 0                              | 45    | 1     | 1     |
| 2024-2025             | Kryvbass Kryvy Rih      | Premier-Liha          | 1           | 0           | 0           | -                     | -                     | -                     | C3                             | 2                              | 0                              | 0                              | 3     | 0     | 0     |
| Total sur la carrière | Total sur la carrière   | Total sur la carrière | 63          | 1           | 3           | 5                     | 0                     | 0                     | -                              | 5                              | 0                              | 0                              | 73    | 1     | 3     |